# Прочь из моей комнаты!
«Get Out of My Room» (рус. Прочь из моей комнаты!) — это музыкальный альбом и короткометражный фильм комедийного дуэта Чич и Чонг, вышедшие в 1985 году. Треки «Born in East L.A.» и «I’m Not Home Right Now» стали синглами с альбома.
После выхода этой работы дуэт распался.

## Список композиций
Сторона 1
1. «Born in East L.A.»
2. «Dorm Radio I»
3. «I’m Not Home Right Now»
4. «Sushi Bar»
5. «Dorm Radio II»
6. «Love Is Strange»
7. «Dorm Radio III»

Сторона 2
1. «I’m A (Modern) Man»
2. «The Music Lesson»
3. «The Stupid Early Show»
4. «Warren Beatty»
5. «Juan Coyote»
6. «Radio News»
7. «Get Out Of My Room»

## О фильме
53-минутное видео «Прочь из моей комнаты!» — псевдодокументальный фильм, автор сценария и режиссёр Чич Марин. В фильме он и Томми Чонг решают закончить свой новоявленный аудиоальбом Get Out of My Room четырьмя музыкальными клипами. Между постановочными интервью и прочими сценами со съёмочной площадки, в фильм вставлены клипы на песни «Get Out of My Room», «I’m Not Home Right Now», «Love Is Strange», и «Born in East L.A.».
В фильме задействованы такие персоны как Кассандра Петерсон (как «Эльвира — повелительница тьмы»), Беверли Д’Анджело, Джон Парагон, Алана Соарес, актриса эротического жанра и модель с обложки Playboy (март 1983) и её сестра Лейлани Соарес.
В клипе на песню «Get Out of My Room» Чич играет Яна Роттена, эгоистичного фрика, лидера британской панк-рок группы, а Чонг играет просто «чувака», американского гитариста из этой группы. Вдвоём они направляются в спортзал, дабы снять видео на свою песню. Появляются несколько баскетболистов и начинают играть на заднем плане, не обращая внимания на недовольного Роттена. Оба они начинают изображать исполнение песни (Ян не попадает в слова, а Чувак даже не старается согласовать свои действия с записью). Спецэффекты слишком примитивны, Ян выглядит нелепо в своих нарядах, а Чувак настолько увлечён движениями девушек-гимнасток, что, кажется, забыл про съёмки вовсе.
«Get Out of My Room» и «Born in East L.A.» стали новыми хитами и транслировались на канале MTV. Позднее, когда дуэт распался, Чич Марин на основе песни «Born in East L.A.» сделал свой полнометражный фильм с одноимённым названием — «Рождённый в восточном Лос-Анджелесе», там он выступил как режиссёр, автор сценария и актёр.
Фильм «Прочь из моей комнаты!» позже выходил на DVD в Великобритании, но не в США, где издавался только на VHS. Аудиоальбом был переиздан в 2002 году.